# Phiale bilobata
Phiale bilobata là một loài nhện trong họ Salticidae.
Loài này thuộc chi Phiale. Phiale bilobata được Frederick Octavius Pickard-Cambridge miêu tả năm 1901.